# Teatro de la Comedia (Valladolid)
El teatro de la Comedia fue un hoy desaparecido teatro español que se levantó originalmente en 1609-1612 en la ciudad de Valladolid (hoy comunidad autónoma de Castilla y León) sobre un anterior patio de comedias. Estaba situado en la plaza de la Comedia o plazuela del Teatro, llamada tiempo después plaza Martí y Monsó. Fue modificado varias veces conservando su disposición primitiva hasta principios del siglo XX, cuando fue remodelado y pasó a llamarse Gran Teatro. Sobrevivió luego como cine Coca (a partir de 1987), siendo derribado finalmente en 2003. 

## Historia

### Antecedentes
Al comienzo de la Edad Moderna, en las ciudades castellanas, las representaciones teatrales que realizaban las compañías o grupos de cómicos o los solitarios juglares se venían ofreciendo en espacios abiertos y capaces para que pudieran agruparse los espectadores y los tinglados se levantaban sobre la marcha de forma improvisada y poco duradera dado el carácter itinerante de esas representaciones. En los siglos XVI y XVII, se consolidó el corral de comedias como un tipo de teatro público permanente instalado al descubierto en los patios y corrales interiores que separaban los edificios de vecinos en las principales ciudades españolas y luego de la América hispana. Por su parte, los autos sacramentales tenían el privilegio de contar con las iglesias para su puesta en escena hasta que el Concilio de Trento (1545 a 1563) lo prohibió y tuvieron que buscar otros escenarios.
En Valladolid el comienzo de las representaciones teatrales callejeras está documentado en 1547, en la plaza de Santa María (futura plaza de la Universidad); después fueron ocupando la plaza Mayor, la corredera de San Pablo (futura calle de las Angustias), la plazuela del Almirante (frente al palacio homónimo, en cuyo lugar se levantó el teatro Calderón), en la puerta de San Esteban.
En 1574 se utilizó por primera vez el patio del hospital de San José de Niños Expósitos que se hallaba frente a la iglesia de San Lorenzo en la calle de San Lorenzo.

### Primer corral de comedias de la cofradía de San José

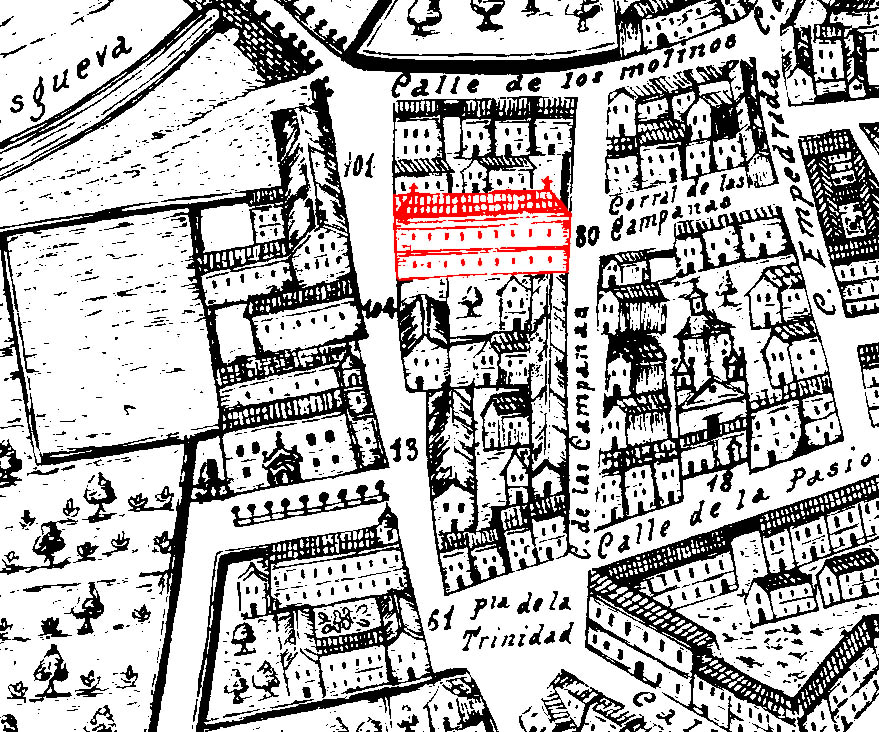
Plano parcial de Ventura Seco, 1738. Se señala en rojo el edificio propiedad de la Cofradía de San José. A su lado se edificó el patio de comedias llamado teatro de la Comedia

El hospital (u hospedaje) de los niños expósitos de la cofradía de San José estaba en la calle de San Lorenzo, casi frente a la iglesia. En ese año 1574 la cofradía quiso ampliar la propiedad para construir un patio de comedias, para lo cual compró un corral a Ana del Portillo y también un solar que tenía un horno. El siguiente trámite fue solicitar del Ayuntamiento la concesión en exclusiva de las representaciones de comedias con el fin de obtener los fondos necesarios para ayuda de la manutención y otras necesidades de los entonces 130 niños recogidos. Al año siguiente, los cofrades pidieron a Mateo de Salcedo —autor de comedias— que hiciera las trazas de un teatro permanente en los solares conseguidos. El tiempo pasó, el Ayuntamiento se demoró en otorgar los permisos y los cofrades comenzaron a impacientarse por la penuria que padecían pues, según el sacristán de la iglesia de San Lorenzo «se dejan a diario en las puertas de las iglesias niños recién nacidos y hasta de ocho meses obligando a repartirlos por casas particulares». Pero esas casas particulares y las consiguientes amas de cría no aceptaban ningún niño si no se les pagaba un precio acordado; el círculo se cerraba pues la cofradía no tenía lo suficiente para esos pagos. Por ello pedían una vez más al Ayuntamiento la concesión de la representación de obras sin competencia.
En su impotencia, los cofrades Cristóbal Pérez y Ambrosio Núñez acudieron directamente al rey Felipe II, obteniendo entonces el privilegio del Consejo Real que además encargó hacerlo cumplir al Consejo de Valladolid. En junio de 1575 salió el decreto otorgando la exclusividad y en septiembre se hizo oficial.
Durante todo el siglo XVI se desarrolló una etapa fructífera aunque se vivieron también algunos contratiempos. Al comienzo del siglo XVII, con la llegada de la Corte a Valladolid (1601-1606) se reavivaron las representaciones con grandes éxitos hasta el punto que el Ayuntamiento —que recibía un porcentaje por las entradas— pagó 3500 ducados por la compra de otro solar en la calle Pedro Barrueco para edificar un segundo teatro para la cofradía. Pero la Corte abandonó Valladolid en 1606 y eso provocó un prejuicio económico en todos los campos que afectó también a la actividad teatral.

### Reedificación del nuevo teatro (1609-1611)
En 1609 se derribó todo el edificio para llevar a cabo una reconstrucción total bajo el mecenazgo del rico mercader Martín Sánchez de Aranzamendi, que además era comisario de la Cofradía. Llevó a cabo las obras, que concluyeron en 1611, el maestro Bartolomé de la Calzada, que trabajaba muy a menudo con el arquitecto Juan de Nates. Después se cubrió el patio y en 1626 se agregaron los aposentos.
En 1746 se procedió a la pintura del techo, incluyendo en el centro un medallón con la imagen de San José acompañado de unos jarrones con flores, obra de Francisco Manciles. En este siglo XVIII comenzó la decadencia del teatro de la Comedia como institución de la cofradía.
En 1767 el teatro pasó a ser propiedad del Ayuntamiento, por mandato del Consejo de Castilla y siempre bajo la supervisión de la Corona. A finales de ese siglo XVIII existía una Junta Particular compuesta por el corregidor, un regidor y un diputado del común, competencias que corrían a cargo del Ayuntamiento, mientras que la Junta General elegía un censor. Esta etapa se extendió hasta 1866 en que el teatro fue vendido en una subasta pública. Lo adquirió en 1867 Anacleto Guerra, que encargó su remodelación al arquitecto Jerónimo Ortiz de Urbina, pero el proyecto no se llevó a cabo; el propio Guerra paralizó la petición por considerarla demasiado ambiciosa y sospechar que las obras tardarían demasiado tiempo durante el cual no le sacaría provecho al negocio. Cuarenta años después, su hijo Antonio Ortiz de Urbina se hizo cargo de un nuevo diseño para la fachada y de los planos del edificio, siendo entonces su propietario Luis Altolaguirre. Este proyecto arquitectónico llegó a ejecutarse. El teatro pasó a llamarse Gran Teatro. Subsistió bien que mal hasta su ruina en 1987, momento en que se hicieron nuevas obras para convertirlo en el cinema Coca. El cine fue derribado en el año 2003 dando paso a un edificio de viviendas.

Etapas del Teatro de la Comedia
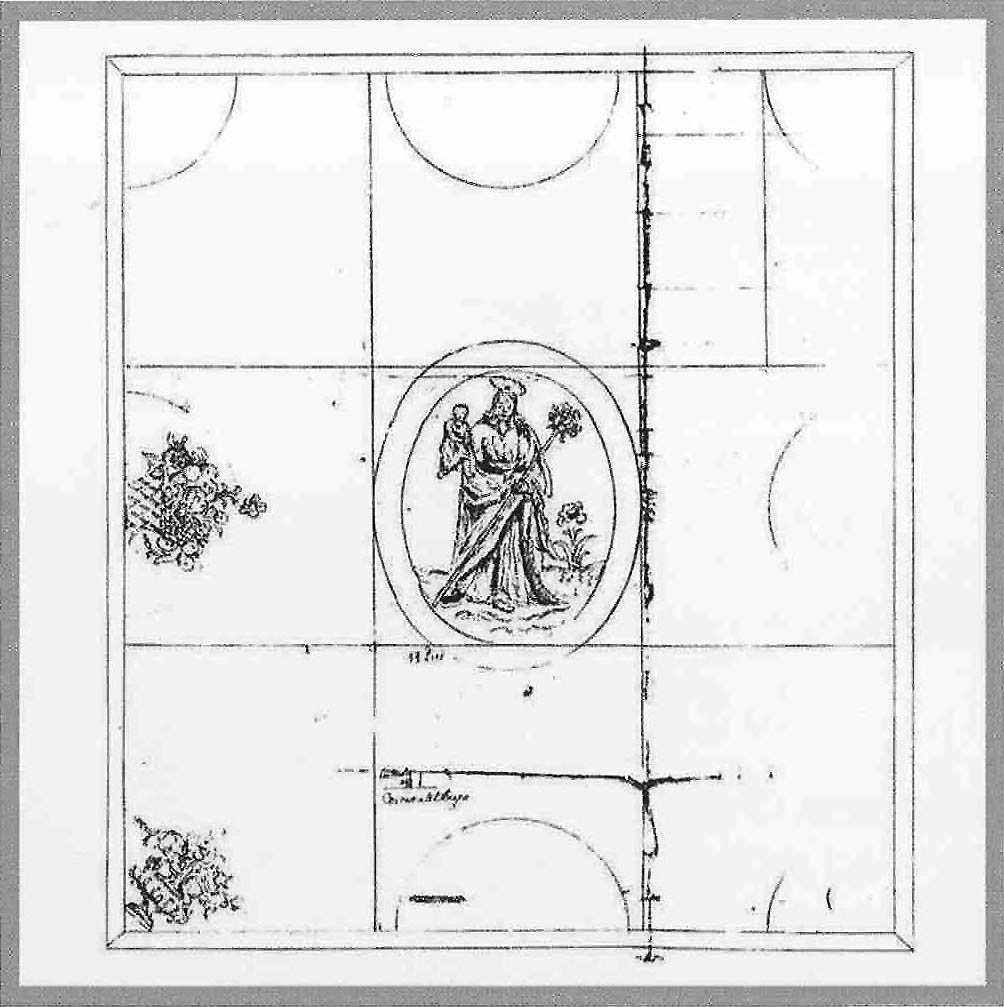
Boceto para el techo del Teatro de la Comedia de Francisco Maciles (1746)
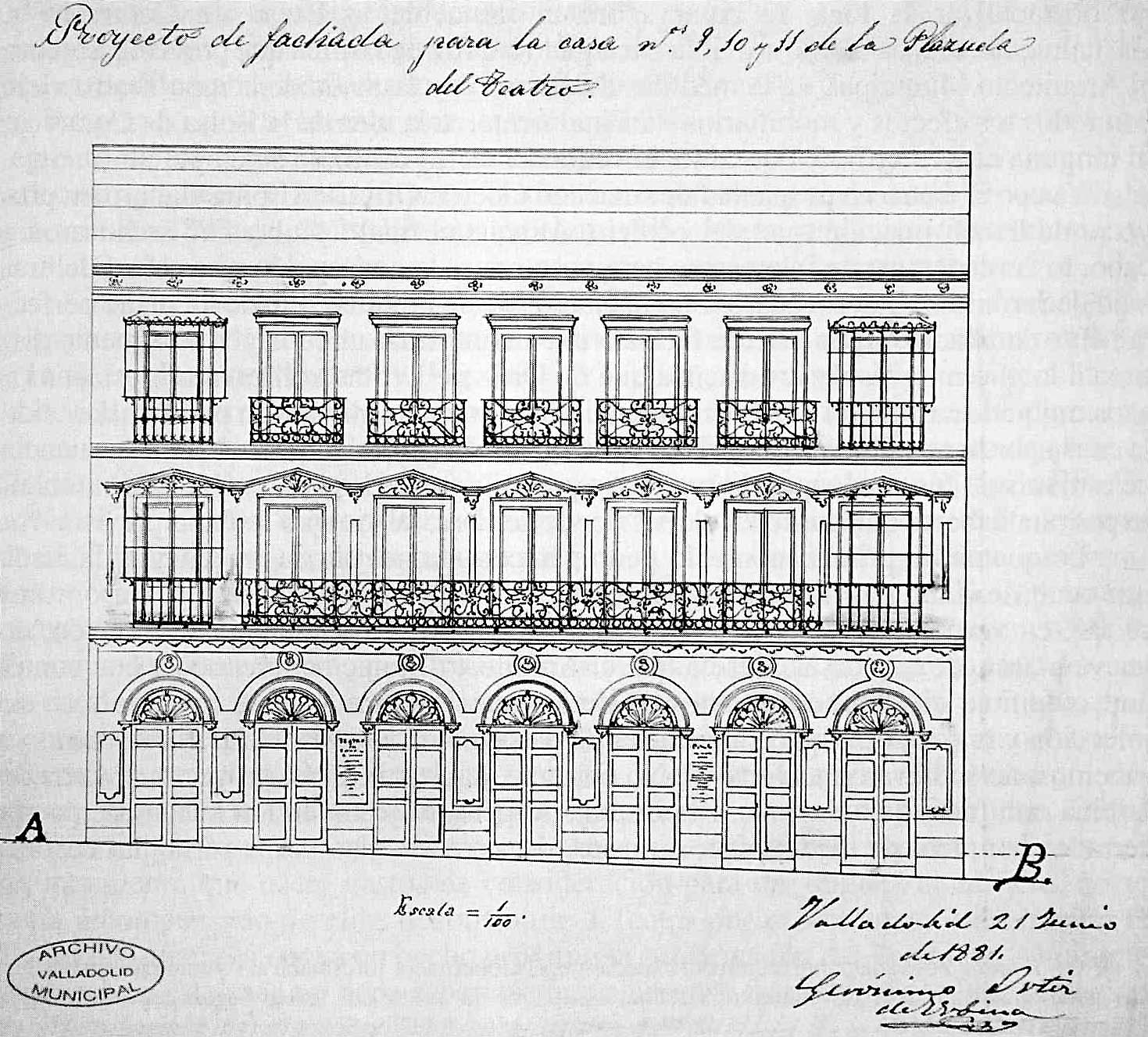
Boceto de la fachada de Jerónimo Ortiz de Urbina, que no llegó a realizarse (1867)
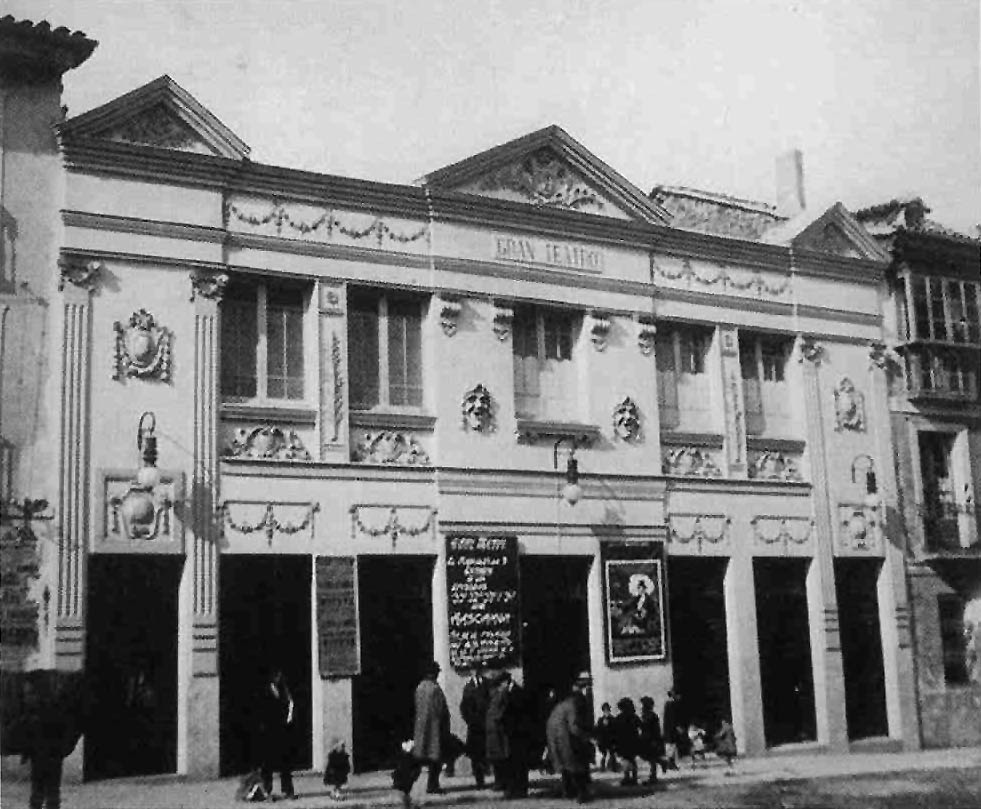
Fachada y realización de Antonio Ortiz de Urbina (1907)
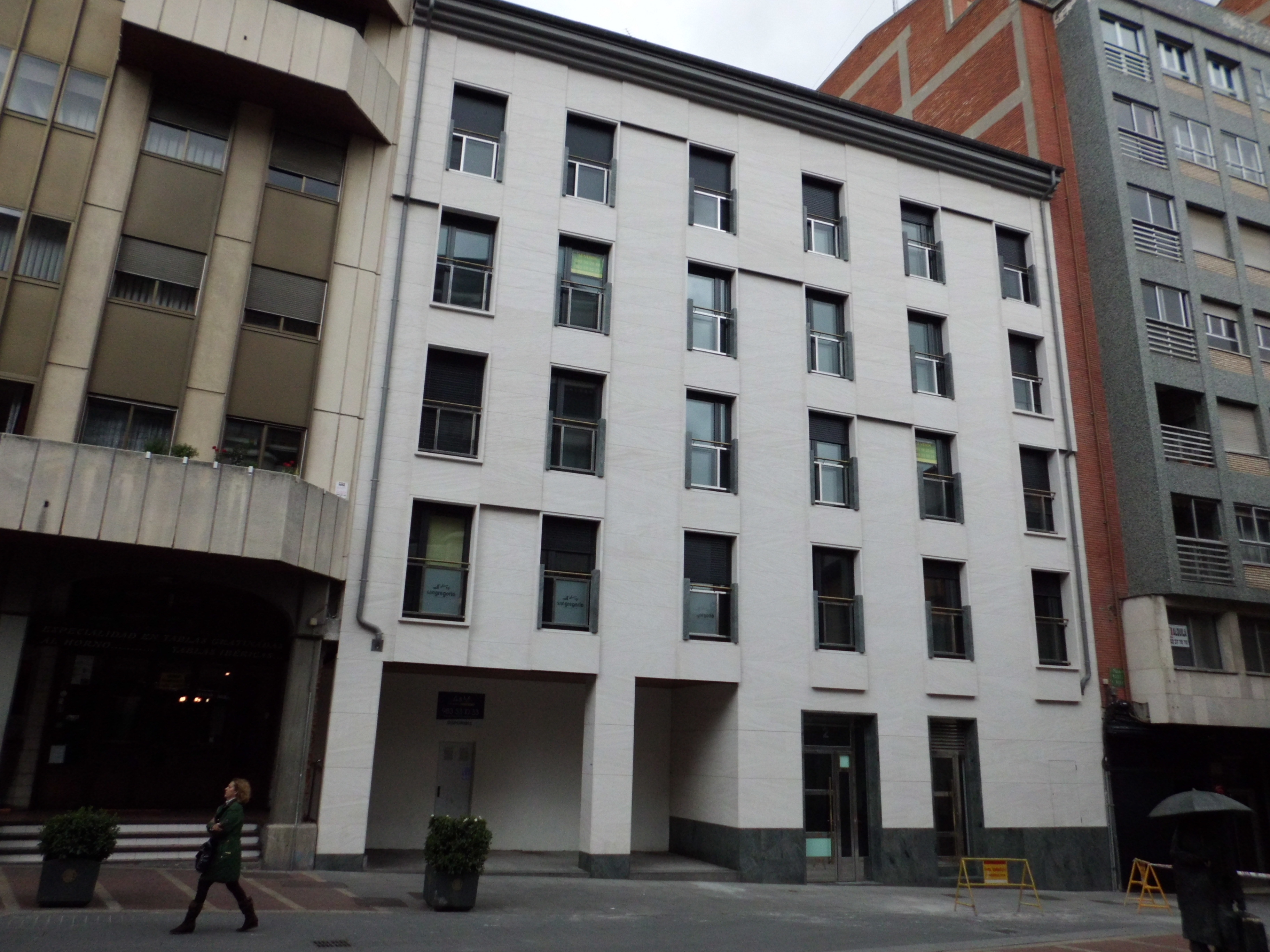
Actual edificio de viviendas levantado en el solar de lo que fue teatro y cine

## Disposición interior y aforo

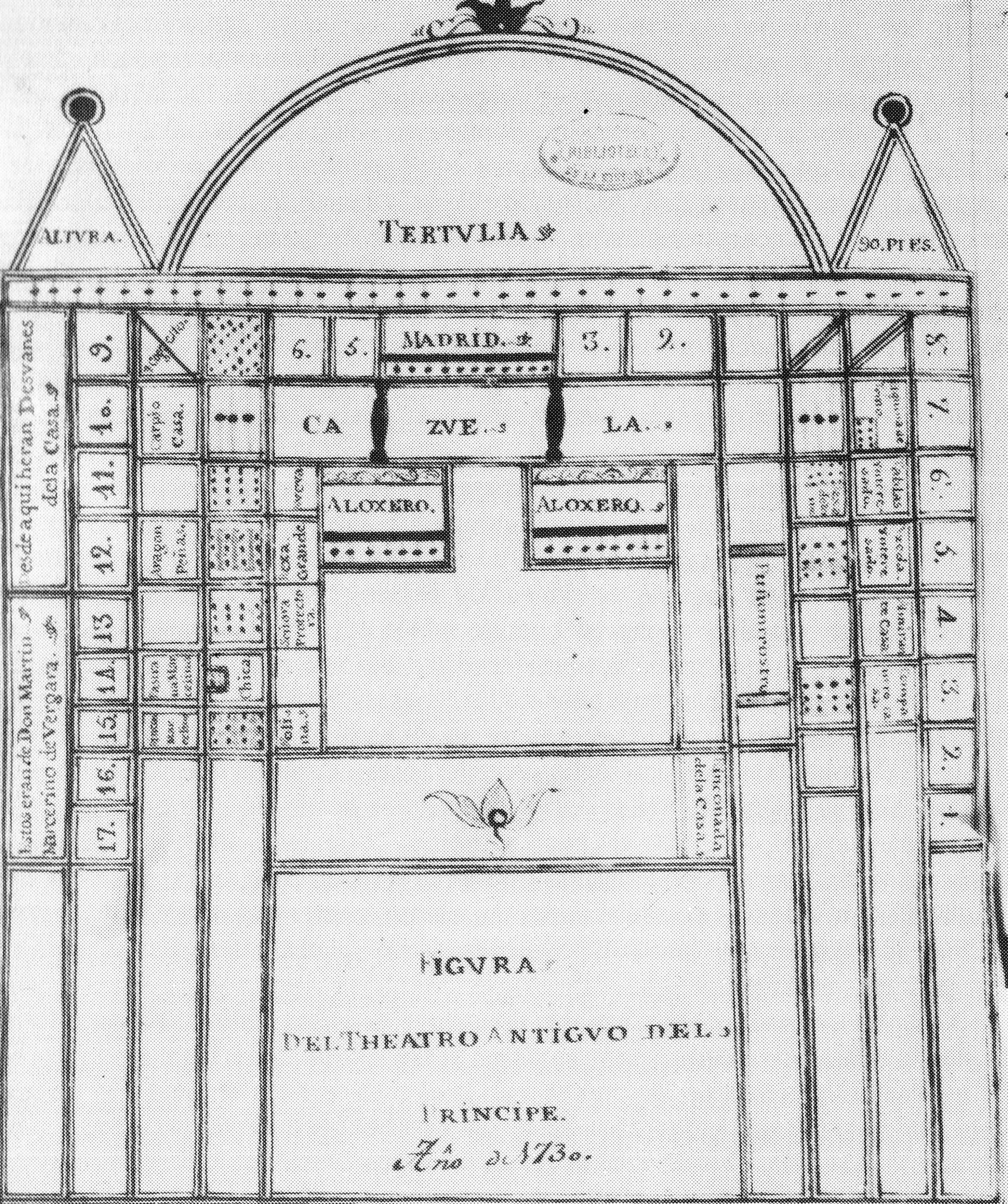
Corral del Príncipe en Madrid de 1730. Aunque la disposición no es exactamente igual al teatro vallisoletano, puede dar idea de la distribución de las localidades

En 1609 se inició la construcción de un edificio de nueva planta, derribando por completo todo lo anterior. Fue una obra muy importante, hecha bajo el mecenazgo de Martín Sánchez de Aranzamendi y que concluyó en 1611. Su disposición interna se conservó hasta la nueva y moderna edificación de Antonio Ortiz de Urbina que pasó a llamarse Gran Teatro. El antiguo edificio tenía dos plantas. La modesta fachada entrada constaba de tres puertas situadas en la planta baja entre 4 columnas de piedra de orden toscano; en el primer piso, un balcón central marcba el hueco central y en los extremos se disponían dos bustos vaciados de yeso. Sobre la puerta central figuraba la inscripción «Teatro de la Comedia».
En la primera mitad del siglo XVIII el teatro tenía dos pisos de palcos: el primero, para hombres, y el segundo, para mujeres. Hombres y mujeres disponían de un acceso separado. Las mujeres del pueblo llano subían a la «cazuela» del piso superior; las damas de alto rango iban al segundo piso de los palcos. Los hombres de clase alta iban al primer piso de los palcos. A veces se mezclaban ambos sexos en los aposentos, lo que era siempre motivo de denuncias.
En el patio tradicionalmente permanecía el público de pie, ya que no había asientos; lo ocupaba el pueblo llano, a menudo escandaloso y pendenciero a quien se conocía con el nombre de «mosqueteros». Pero en el teatro del siglo XVIII ya se dispusieron algunos bancos para sentarse. Hacia 1725 aparecieron las «tramoyas» y en 1750, las «medias lunas». Frente al escenario estaban las «lunetas» con dos filas de asientos que ocupaban los hombres. A poca altura del patio y bajo los palcos del primer piso, estaban los asientos de «gradas y barandilla» que ocupaban los hombres. Otras localidades eran los «alojeros», situados en ese mismo cuerpo de gradas y barandilla; se limitaban a dos localidades —que después se ampliarían a cuatro— y eran exclusivas para las mujeres. También exclusiva para las mujeres estaba la localidad llamada «tertulia» que se añadió en 1798, frente al escenario en el segundo piso de palcos. Se componía de cuatro palcos en total.
El precio de las entradas se aplicaba en consonancia con la localidad, y por ello, según la diferencia social del público. Se pagaba por la entrada y por el asiento: la entrada costaba unos 5 cuartos y el asiento variaba: en bancos, 12 maravedíes; en tramoyas y medias lunas, 8 maravedíes; por la cazuela de mujeres, se pagaban 8 maravedíes y, por aposento, 6 reales.
Al teatro acudían todos los estamentos sociales, incluido el clero. Pero la Diócesis de los siglos XVII y XVIII tuvo que ajustarse a las Constituciones Sinodales de 1606 que aconsejaban que el clero no asistiese a las representaciones a menos que su asiento estuviera en lugar decente, como podía ser el aposento (es decir, la pequeña localidad pegada a un palco).